# Falsk kantlav
Falsk kantlav (Maronea constans) är en lavart som först beskrevs av William Nylander och fick sitt nu gällande namn av Hepp. Falsk kantlav ingår i släktet Maronea och familjen Fuscideaceae.   Inga underarter finns listade i Catalogue of Life.